# I quattro dell'Ave Maria
I quattro dell'Ave Maria è un film di genere western all'italiana del 1968, diretto da Giuseppe Colizzi è il secondo film della fortunata coppia Bud Spencer e Terence Hill.
Fra i più celebri western all'italiana, questo film è il secondo capitolo della trilogia iniziata con Dio perdona... io no! e conclusa con La collina degli stivali. In questo film Colizzi aggiunse gli attori Eli Wallach e Brock Peters alla collaudata coppia Bud Spencer-Terence Hill.

## Trama
Doc e Hutch Bessy sono reduci dalla caccia a Bill Sant'Antonio. Il bandito è saltato in aria, e la mancata prova della sua morte impedisce loro d'incassare la taglia sulla sua testa. Restituiscono allora alla Harold's Bank i trecentomila dollari in oro trafugati dal fuorilegge e a suo nome si presentano dal presidente, Mr Harold. Doc si fa annunciare come Bill Sant'Antonio e il presidente, accettando di riceverli, svela di essere stato complice del bandito e si espone alla loro pretesa d'ottenere come ricompensa la sua parte nelle rapine di Sant'Antonio.
Ricevuta una grossa somma in oro, Doc e Hutch si apprestano a lasciare la città. Mr Harold, però, intende recuperare quanto sborsato: a tal fine si reca in carcere per ingaggiare un vecchio complice, Cacopoulos, già condannato all'impiccagione. Il galeotto accetta e viene fatto evadere, ma mentre fugge di prigione s'avvede che l'aiuto sceriffo è stato assassinato con il suo coltello, che gli era stato in precedenza sottratto all'uscita di prigione. Resosi conto che il suo complice lo sta incastrando, raggiunge allora il banchiere per provocarlo, finché Harold tenta di ucciderlo e viene freddato.
Cacopoulos è uno strano bandito, nipote d'un commerciante di pelli greco che aveva avuto una relazione con un'indiana Cherokee, e che l'aveva allevato dopo la morte del padre. Ha l'abitudine di maneggiare sempre un komboloi, a volte di sgranarlo, specie quando deve sparare. Dopo una fruttuosa rapina in banca è stato tradito dai tre complici, che l'hanno lasciato catturare e marcire in galera e ai lavori forzati per quindici anni, mentre loro si sono tutti arricchiti. Harold, in particolare, aveva atteso che egli fosse rilasciato per farlo incolpare di un altro delitto (commesso proprio con il suo coltello, appositamente sottrattogli) e ottenere la sua condanna a morte.
Quella nei confronti di Harold è infatti solo la prima d'una serie di vendette che Cacopoulos vuole compiere nei confronti dei suoi vecchi amici. Prima, però, si impadronisce dell'oro di Doc e Hutch, lasciandoli anche a piedi in una landa desolata. Quando i due raggiungono la prima abitazione, scoprono per la prima volta che il rapinatore dilapida il loro denaro offrendolo a chiunque incontri sul suo cammino.
Cacopoulos intanto è sceso in paese in compagnia del funambolo Thomas, abile pistolero, poi è subito ripartito alla volta del Messico. Doc e Hutch lo rintracciano oltre frontiera. Il bandito, però, ha messo l'oro al sicuro e propone a Hutch di unire le forze per completare la sua vendetta, promettendo di restituire loro il bottino alla fine. Costretto ad accettare, Hutch aiuta Cacopoulos a vendicarsi dell'ex complice Paco. Per farlo devono tuttavia violare il fortino dove Paco, in veste di giudice, sta condannando alla fucilazione alcuni ribelli.
Finiti sul patibolo, vengono liberati grazie alla banda di Cangaceiro, dei peones ingaggiati da Doc dietro promessa d'una ricompensa. Per evitare di spartire il denaro con i peones, Doc, Hutch e Cacopoulos si mettono in fuga. Ma Cacopoulos gioca un altro tiro ai soci, lasciandoli di nuovo a piedi. Doc e Hutch si rimettono sulle sue tracce e lo ritrovano ancora, in compagnia di Thomas, a Fair City, dove l'ultimo ex amico Drake gestisce una casa da gioco.
Cacopoulos nel frattempo ha perso tutto al casinò, ma ha anche scoperto che la roulette è truccata. Compreso il meccanismo della truffa, tutti e quattro si organizzano per sostituirsi ai complici di Drake l'indomani, all'ora dell'Ave Maria. Il piano viene smascherato quando Cacopoulos ha già vinto una grossa somma. Ma anche gli avventori del casinò ormai sono venuti a conoscenza del trucco ai loro danni. Drake e i suoi soci sono costretti a pagare e a misurarsi in duello con i quattro dell'Ave Maria. I soci vengono uccisi. Solo Cacopoulos risparmia l'antico complice ed ex amico, disarmandolo. Lo lascia così nelle mani dei truffati e, presto, del boia.

## Produzione
Il film è stato prodotto dalle società Crono Cinematografica e Finanziaria San Marco e dalla coppia Bino Cicogna e Giuseppe Colizzi.
Le scene sono state girate in Spagna, precisamente ad Almería in Andalusia.

## Distribuzione cinematografica
- Italia: 31 ottobre 1968
- Stati Uniti d'America: 3 settembre 1969 (Ace High)
- Germania Ovest: 3 ottobre 1969 (Vier für ein Ave Maria)
- Svezia: 29 ottobre 1969 (Ess i topp)
- Francia: 12 novembre 1969 (Les quatre de l'Ave Maria)
- Paesi Bassi: 24 dicembre 1969
- Finlandia: 13 febbraio 1970 (Luojan lähettiläät)
- Danimarca: 6 marzo 1970
- Irlanda: 5 giugno 1970
- Norvegia: 29 giugno 1970 (Ess på topp)
- Cina: 3 dicembre 1970
- Portogallo: 10 settembre 1971 (O ás vale mais)
- Giappone: 23 ottobre 1971
- Turchia: 19 dicembre 1971
- Ungheria: 23 novembre 1991 (Bosszú El Pasóban)

## Accoglienza

### Incassi
Il film è stato il quinto maggiore incasso nella stagione cinematografica italiana 1968-69 con £ 2.225.784.000.

### Critica
Definito “brioso” e “scattante”, il film è una delle prime collaborazioni fra Hill e Spencer (la seconda), le cui interpretazioni sono quasi pari a quella di Eli Wallach.